# Voronove, Sînelnîkove
Voronove (în ucraineană Воронове) este localitatea de reședință a comunei Voronove din raionul Sînelnîkove, regiunea Dnipropetrovsk, Ucraina.

## Demografie
Componența lingvistică a localității Voronove
     Ucraineană (88,15%)
     Rusă (11,64%)
Conform recensământului din 2001, majoritatea populației localității Voronove era vorbitoare de ucraineană (88,15%), existând în minoritate și vorbitori de rusă (11,64%).